# Sufrágio
O sufrágio (do termo latino suffragium, "voto") pode ser entendido de forma mais ampla como qualquer forma de expressão de consentimento, aprovação ou decisão por parte de um grupo ou comunidade. Nesse sentido mais geral, sufrágio não se limita apenas ao contexto eleitoral, mas abrange qualquer processo onde há a expressão de uma vontade coletiva, seja por meio de votação, aclamação, ou outras formas de decisão coletiva.
Por exemplo, em certos contextos históricos ou sociais, o sufrágio pode se referir a decisões tomadas em assembleias, plebiscitos, referendos, ou até mesmo em grupos menores, como conselhos ou comitês, onde os membros expressam suas opiniões ou votos para tomar uma decisão em nome do grupo
Para os que defendem o sufrágio[carece fontes] entre as formas de designação de pessoas capacitadas para o governo, esta é uma forma promotora de estabilidade e representatividade das pessoas eleitas, já que há publicidade de anuência da maioria do povo, o que minimiza a possibilidade de conflitos políticos, já que os descontentes com a direção vigente seriam reconhecidos como uma minoria.
Para os criticam o sufrágio[carece fontes], tal forma de expressão de contentamento ou descontentamento é de participação demasiadamente restrita. Mesmo dentro da manifestação entre alternativas preestipuladas, a perspectiva é de que o povo não dispõe de recursos para discernir as pessoas mais capazes para participar do governo, dado que não encontra possibilidade de acompanhar os conflitos sociais, econômicos, jurídicos e filosóficos que o Estado enfrenta, tampouco cultura de disposição para a consideração complexa das diversas dimensões envolvidas.

## Conflitos de doutrina
Convém discutir também sobre os conflitos entre as doutrinas que admite o sufrágio como direito e a que afirma que o sufrágio é uma função. Os adeptos da doutrina que admite o sufrágio como direito se apoiam na tese da soberania popular onde cada indivíduo, integrante da coletividade política, representa uma parte ou fração da soberania; já os que apoiam a doutrina que admite o sufrágio como função, seguem a tese da soberania nacional onde o povo é apenas um instrumento que serve à nação para eleger o corpo representativo.

## Tipos de Sufrágio
O sufrágio também pode ser restrito  e universal. O sufrágio restrito é aquele onde ocorre restrição de voto aos indivíduos que não possuem certas capacidades intelectuais, sociais, raciais, étnicas, culturais e/ou económico-financeiras e, por isso, são considerados "incapazes" de participar do processo de votação. O sufrágio universal é onde ocorre a mínima restrição possível, essas restrições não são de cunho econômico e/ou intelectual. As restrições ao sufrágio universal podem ser de nacionalidade (onde somente os indivíduos que nasceram no local podem interferir e participar do processo eleitoral), de sexo (somente indivíduos de determinado sexo podem votar), de idade etc. O sufrágio igual é quando todos possuem direitos, salvo exceções, de participar da eleição com o seu voto, sendo ele único e o voto de todos os eleitores possuindo o mesmo peso. O sufrágio plural é quando é permitido, ao eleitor, votar várias vezes em distintas circunscrições ou colégios eleitorais (sufrágio múltiplo) ou acumular vários votos numa mesma circunscrição (voto representativo). Há o sufrágio direto quando os eleitores votam diretamente em seus representantes sem intermediários e o sufrágio indireto quando a votação cabe ao intermediário ou delegados que irão escolher o representante pelo povo. São pouco utilizados nos Estados Democrático.

## Outras formas de escolha dos governantes
Na hereditariedade, a escolha dos governantes é feita ao acaso já que nunca se sabe se o governante que assumirá o governo é capaz para tal; Já os atos de força, que podem levar pessoas dignas ao poder como também verdadeiros tiranos, deixaria a sociedade num estado latente de terror e daria espaço para rebeldes tentarem alcançar o governo a todo momento: a soberania e a autoridade do estado perderiam o sentido.